# Oberea opacipennis
Oberea opacipennis là một loài bọ cánh cứng trong họ Cerambycidae.